# Richard Bright (médecin)
Pour les articles homonymes, voir Richard Bright et Bright.
Richard Bright (né le 28 septembre 1789 à Bristol – mort le 16 décembre 1858 à Londres) est un médecin britannique, pionnier de l'étude des affections rénales. Il laisse son nom à une forme de néphrite chronique. Il est l'un des frères de Sarah Anne Bright, pionnière de la photographie.

## Biographie
Fils benjamin de Sarah et Richard Bright Sr., banquier et négociant, son père l'encourage à poursuivre une carrière scientifique. En 1808, il s'inscrit à l'Université d'Édimbourg en philosophie, économie et mathématiques, mais change pour la médecine l'année suivante. En 1810, il accompagne Sir George Mackenzie pour une expédition géographique estivale en Islande puis reprend ses études au Guy's Hospital de Londres et rentre au mois de septembre 1813 à Édimbourg pour y soutenir sa thèse, consacrée à l’érysipèle contagieux. 
Bright éprouve une fascination pour la Hongrie qui l'amène à passer l'année 1815 au château de Festetics à Keszthely. Une plaque commémorative y rappelle son séjour : « À la mémoire du savant médecin et voyageur anglais qui fournit l'une des premières descriptions exactes du Lac Balaton. »
Ses recherches sur les causes et les symptômes des néphrites l'amènent à identifier une affection particulière, la « maladie de Bright », qui le font considérer depuis comme le « père de la néphrologie. » L’hydropisie désigne alors une maladie caractérisée par une accumulation d’œdèmes dans le corps. En 1820, Bright, constatant que l’urine de ses patients coagule à la chaleur, en infère la présence d’albumine, qu'il sait reliée aux graves anomalies rénales retrouvées lors des autopsies : pour la première fois dans l’histoire de la médecine, une corrélation est démontrée entre une anomalie organique et une analyse chimique. Ses travaux, qui trouvent un écho en France grâce à l'exposé qu'en a fait Pierre Rayer dans son Traité des maladies des reins (1839-1841), sont couronnés du prix Montyon de Médecine (1838). 
Il est élu Fellow de la Royal Society en 1821. Il est le premier à découvrir, le lien entre l’hypertrophie ventriculaire gauche et la dilatation de l'aorte chez les patients atteints d'insuffisance rénale terminale (1827).
Il continue d'être employé par le Guy's Hospital jusque dans les années 1830, comme enseignant et chercheur, et s'impose, aux côtés de Thomas Addison et Thomas Hodgkin, comme l'un des piliers de cet établissement. 
Il est également le premier à décrire la crise motrice dite de Jackson chez les épileptiques (1836).

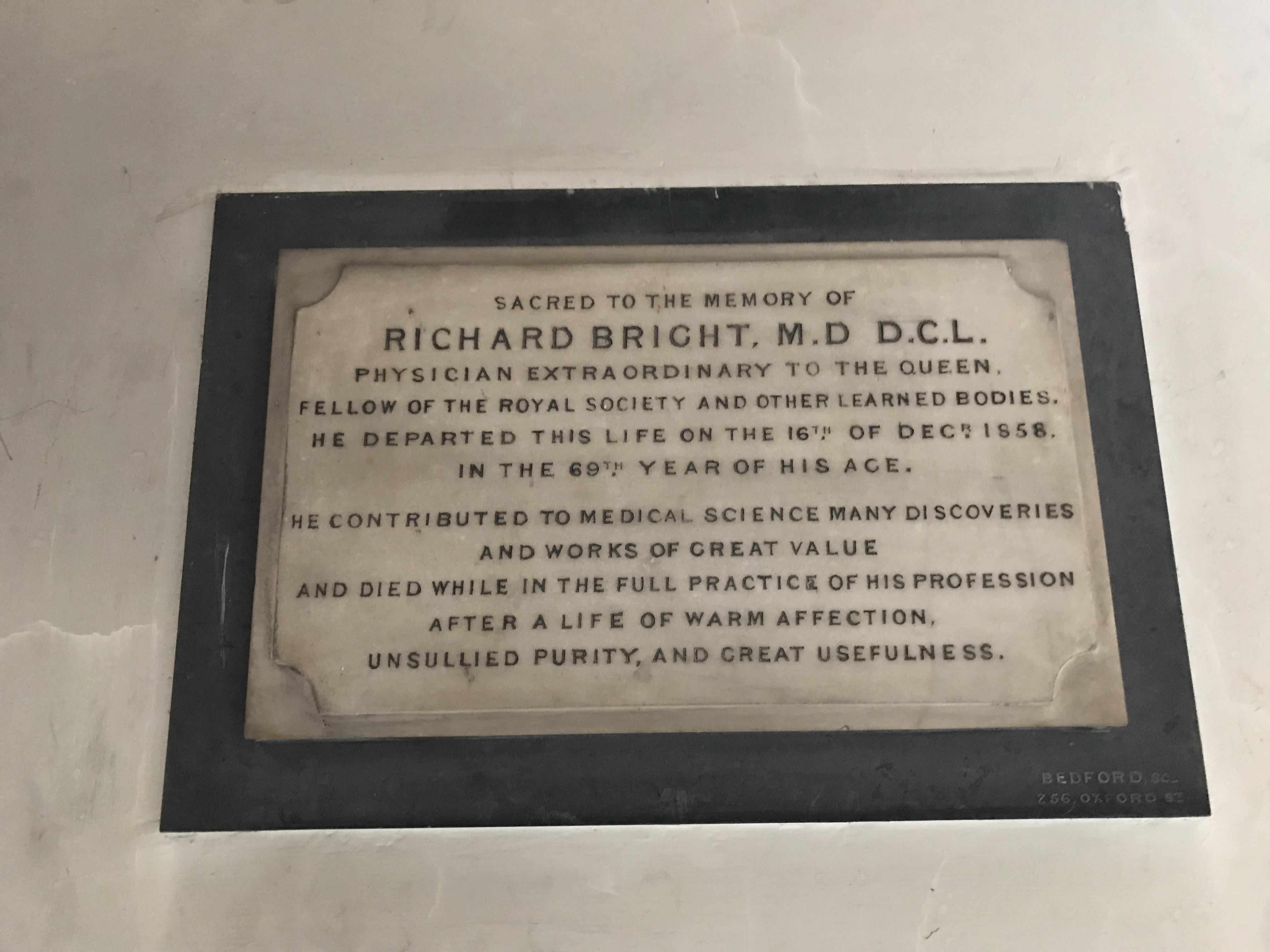
Cénotaphe de Richard Bright dans l'église St James de Piccadilly.

Le 11 décembre 1858, Bright, « qui se savait atteint depuis quelques années d'une maladie valvulaire aortique, fut saisi d'une grande prostration, de dyspnée et de douleurs sigmoïdiennes. » Il succombe quelques jours plus tard et est inhumé dans le Cimetière de Kensal Green. Il laisse deux fils : l'aîné, James Franck Bright, est historien ; l'autre, médecin. Lasègue rédige sa notice nécrologique pour les Archives générales de médecine.